# Rudolf Dannhauer
Rudolf Dannhauer (* 29. Juni 1934 in Wernigerode) ist ein ehemaliger deutscher Skilangläufer.

## Werdegang
Die Teilnahme von Rudolf Dannhauer bei den Weltmeisterschaften 1958 war die erste Teilnahme an einer Weltmeisterschaft, er belegte über 15 Kilometer den 48. Rang. Bei den DDR-Skimeisterschaften 1959 gewann er mit der 4 × 10-km-Staffel des ASK Vorwärts Oberhof die Goldmedaille zusammen mit Adolf Jankowski, Werner Haase und Cuno Werner. Des Weiteren konnte er weitere Medaillen in den Staffelwettbewerben bei DDR-Meisterschaften gewinnen, allerdings nie eine in einem Einzelwettbewerb.
Bei den Olympischen Winterspielen 1960 in Squaw Valley und 1964 in Innsbruck ging er sowohl über die 15- als auch die 30-Kilometer-Distanz an den Start. Nach seiner Karriere war er als Jugendtrainer in Oberhof tätig.

## Persönliches
Rudolf Dannhauer heiratete zwischen 1960 und 1961 Renate Borges, die ebenfalls Skilangläuferin in der DDR-Mannschaft war.